# Eleições estaduais de Berlim Ocidental em 1958
As eleições estaduais de Berlim Ocidental em 1958 foram realizadas a 7 de Dezembro e, serviram para eleger os 133 deputados para o parlamento estadual.
O Partido Social-Democrata da Alemanha obteve uma vitória clara, conquistando 52,6% dos votos e 78 deputados, o que traduzia uma clara maioria parlamentar. Para este resultado, o SPD beneficiou imenso da enorme popularidade do seu líder estadual, Willy Brandt, político que viria a marcar política alemã nas décadas seguintes.
A União Democrata-Cristã também obteve um bom resultado, conseguindo um aumento de 7,7% em relação a 1954, chegando aos 37,7% dos votos e 55 deputados.
O claro derrotado das eleições foi o Partido Democrático Liberal, que saiu do parlamento estadual, ao obter, apenas, 3,8% dos votos.
Após as eleições, e, apesar da maioria parlamentar, o SPD continuou com a coligação governativa com a CDU, tendo Willy Brandt como presidente de Berlim Ocidental.

## Resultados Oficiais
| Partido                 | Partido                      | Votos     | %     | +/-   | Deputados | +/-     |
| ----------------------- | ---------------------------- | --------- | ----- | ----- | --------- | ------- |
|                         | Partido Social-Democrata     | 850 127   | 52,59 | 8,00  | 78 / 133  | 14      |
|                         | União Democrata-Cristã       | 609 097   | 37,68 | 7,27  | 55 / 133  | 11      |
|                         | Partido Democrático Liberal  | 61 119    | 3,78  | 9,06  | 0 / 133   | 19      |
|                         | Partido Alemão               | 53 912    | 3,34  | 1,56  | 0 / 133   | Estável |
|                         | Partido Socialista Unificado | 31 572    | 1,95  | 0,74  | 0 / 133   | Estável |
|                         | Partido Popular Liberal      | 10 681    | 0,66  | Novo  | 0 / 133   | Novo    |
| Votos Inválidos         | Votos Inválidos              | 16 032    |       |       |           |         |
| Total                   | Total                        | 1 632 540 | 100   |       | 133 / 133 | 6       |
| Eleitorado/Participação | Eleitorado/Participação      | 1 757 842 | 92,87 | 1,12  |           |         |
| Fonte                   | Fonte                        | [ 1 ]     | [ 1 ] | [ 1 ] | [ 1 ]     | [ 1 ]   |